# Malaysias Grand Prix 2004
Malaysias Grand Prix 2004 var det andra av 18 lopp ingående i formel 1-VM 2004.

## Rapport
Michael Schumacher i  Ferrari tog återigen pole position. Men denna gången stod sensationellt nog Mark Webber i Jaguar snett bakom istället för stallkollegan Rubens Barrichello, som hade den tredje startrutan före Juan Pablo Montoya i Williams. Kimi Räikkönen i McLaren gjorde ett hyfsat kval efter den förra tävlingens katastrof och startade femma, före Jenson Button i BAR, Ralf Schumacher i Williams, Jarno Trulli i Renault, David Coulthard i McLaren och Cristiano da Matta i Toyota. Både Fernando Alonso i Renault och Takuma Sato i BAR snurrande av på sina respektive kvalvarv och fick därmed dela det sista startledet.
Michael Schumacher tog starten utan problem medan Barrichello tog sig förbi Webber, som hade en misslyckad start. Barrichello missade sedan i kurva fyra på första varvet, på grund av ett duggregn som hade börja falla direkt efter start, varpå han fick släppa både Montoya och Button förbi sig. Montoya var även nära att ta sig förbi Michael Schumacher, eftersom Michelins däck visade sig fungera bättre i duggregnet än Bridgestones. Schumacher höll dock undan och Montoya hade efter det ingen chans att hota honom, speciellt inte efter att duggregnet ganska snabbt lagt sig efter de inledande varven. Michael Schumacher avgjorde definitivt loppet när Barrichello uppehöll Montoya i ett antal varv innan Barrichello själv skulle göra sitt sista depåstopp. Michael Schumacher vann således tämligen enkelt före Montoya. Button slutade trea från sjätte startrutan efter en bra depåstrategi och en perfekt körning. Han tog därmed sin första pallplats i F1. 
Barrichello lyckades aldrig komma tillbaka efter missen på första varvet och slutade fyra, före Trulli, Coulthard, Alonso och Felipe Massa i Sauber. Räikkönen bröt den andra tävlingen i rad då han tvingades ge upp sexton varv från mål på grund av ett transmissionshaveri. Webber, som lyckats så väl i kvalet, snurrade av i sista kurvan på varv 23.

## Resultat
1. Michael Schumacher, Ferrari, 10 poäng
2. Juan Pablo Montoya, Williams-BMW, 8
3. Jenson Button, BAR-Honda, 6
4. Rubens Barrichello, Ferrari, 5
5. Jarno Trulli, Renault, 4
6. David Coulthard, McLaren-Mercedes, 3
7. Fernando Alonso, Renault, 2
8. Felipe Massa, Sauber-Petronas, 1
9. Cristiano da Matta, Toyota
10. Christian Klien, Jaguar-Cosworth
11. Giancarlo Fisichella, Sauber-Petronas
12. Olivier Panis, Toyota
13. Giorgio Pantano, Jordan-Ford
14. Gianmaria Bruni, Minardi-Cosworth
15. Takuma Sato, BAR-Honda
16. Zsolt Baumgartner, Minardi-Cosworth

### Förare som bröt loppet
- Kimi Räikkönen, McLaren-Mercedes (varv 40, transmission)
- Nick Heidfeld, Jordan-Ford (34, transmission)
- Ralf Schumacher, Williams-BMW (27, motor)
- Mark Webber, Jaguar-Cosworth (23, snurrade av)

## VM-ställning
| Förarmästerskapet 1. Michael Schumacher, Ferrari, 20 2. Rubens Barrichello, Ferrari, 13 3. Juan Pablo Montoya, Williams-BMW, 12 | Konstruktörsmästerskapet 1. Ferrari, 33 2. Williams-BMW, 17 3. Renault, 14 |